# Tadeusz Reger
Tadeusz Reger (ur. 2 kwietnia 1872 w Nowym Jorku, zm. 15 października 1938 w Bystrej Śląskiej) – polski działacz socjalistyczny na Śląsku Cieszyńskim, poseł do austriackiej Rady Państwa i na sejm II RP (1919–1935), prezes Rady Narodowej Księstwa Cieszyńskiego.

## Życiorys
Był synem Karola (architekta) i Emmy z domu Koch. Po przyjeździe z USA zamieszkał w Przemyślu. W 1889 ukończył Gimnazjum Św. Anny w Krakowie. Po trzech latach praktyki aptekarskiej poświęcił się studiom farmaceutycznym na Uniwersytecie Jagiellońskim, których nie ukończył.
Już w czasie nauki zaangażował się w działalność socjalistyczną, był kilkakrotnie więziony przez władze austriackie. Udzielał się w piśmie Naprzód, organie prasowym Polskiej Partii Socjalno-Demokratyczna Galicji i Śląska Cieszyńskiego. Do 1895 roku pełnił funkcję redaktora naczelnego gazety, stanowisko po nim objął Emil Haecker. W 1895 Reger zamieszkał w Porębie w Zagłębiu Karwińskim, gdzie zajął się wspieraniem polskiego ruchu socjalistycznego na terenie Śląska Cieszyńskiego. W 1897 założył tam czasopismo „Równość”, by po jego zbankrutowaniu w 1903 redagować „Robotnika Śląskiego”.
Początkowo blisko współpracował z czeską socjaldemokracją – w 1897 przyczynił się do wyboru czeskiego socjalisty Petra Cingra na posła do parlamentu w Wiedniu. W 1901 utworzył socjalistyczny Związek Górników Moraw, Galicji i Śląska (otwarty dla wszystkich narodowości), którego został sekretarzem. Na początku XX wieku rozgorzał jednak czesko-polski konflikt narodowościowy i drogi miejscowych socjalistów rozeszły się.

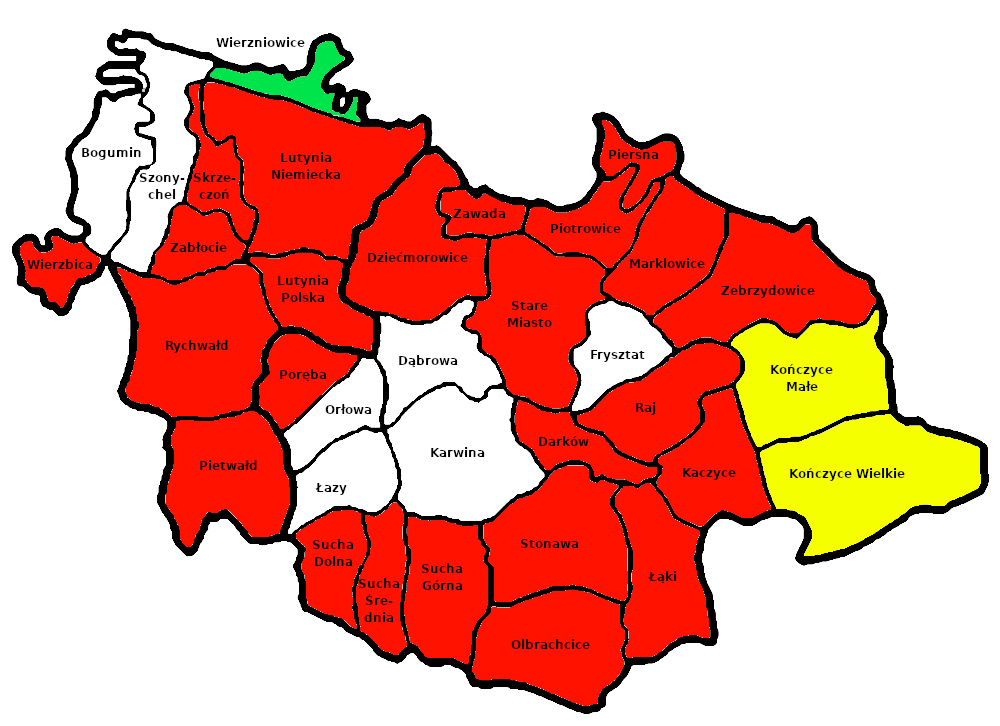
     Zwycięstwo Regera według gmin w wyborach do parlamentu w 1907 (okręg wyborczy Śląsk 15)
W 1906 jego żoną została wdowa po bracie Witoldzie (1876–1904), działaczu socjalistycznym, Michalina z domu Olearczyk.
W 1906 organizował śląski oddział PPSD. Z ramienia tej partii w maju 1907 został wybrany posłem Rady Państwa w Wiedniu kadencji XI (1907-1911). Miał reprezentować okręg Frysztat–Bogumin, jednak zrzekł się mandatu na rzecz Ignacego Daszyńskiego z Krakowa, który 16 grudnia 1907 wygrał wybory uzupełniające. Ponownie wybrany w 1911. W Radzie Państwa zajmował się sprawami socjalnymi górników i robotników śląskich. Opowiadał się przeciwko tzw. koncepcjom autonomizacyjnym czeskich socjalistów, dopatrując się w nich ukrytej chęci czechizacji polskich robotników i chłopów w Cieszyńskiem. 

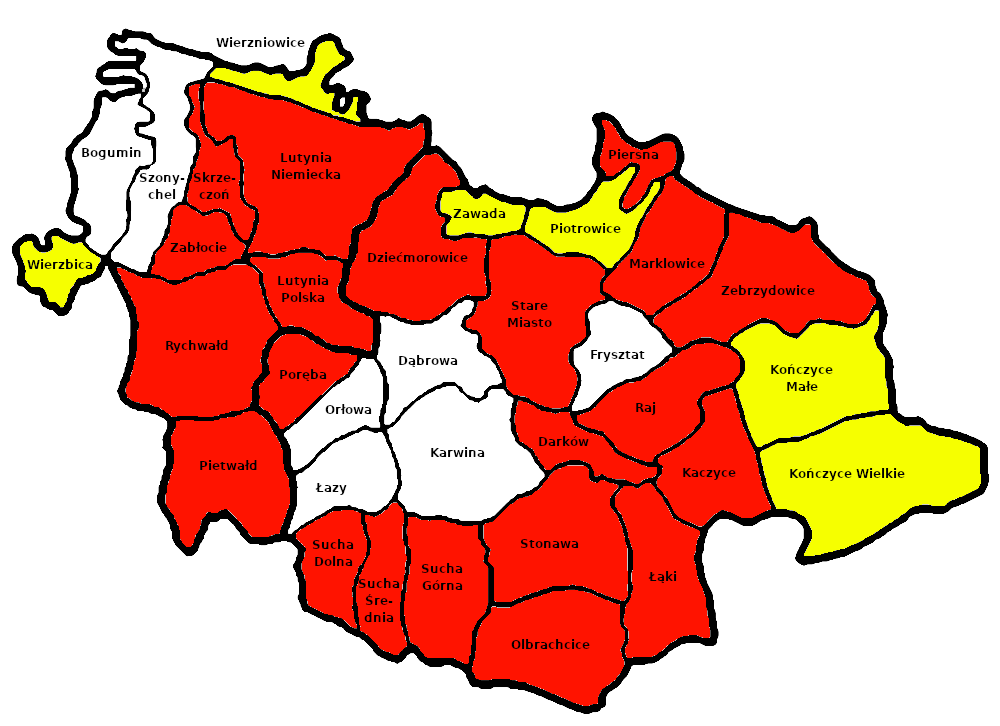
     Zwycięstwo Regera według gmin w wyborach do parlamentu w 1911 (okręg wyborczy Śląsk 15)
W 1907 współzakładał cieszyńską „Siłę”, która stała się bazą członkowską dla powstałego w 1910 również z inicjatywy Regera Związku Strzeleckiego Śląska Cieszyńskiego. Od 1913 był radnym miejskim w Cieszynie.
W czasie I wojny światowej wspierał rozwiązanie sprawy polskiej w oparciu o Austro-Węgry, w 1914 roku był członkiem Naczelnego Komitetu Narodowego. Od grudnia 1915 do czerwca 1917 służył w Legionach Piłsudskiego.
Na wiosnę 1917 wypowiedział się na forum austriackiej Rady Państwa za przyłączeniem Śląska Cieszyńskiego do Polski. Jesienią 1918 wybrano go do zarządu Rady Narodowej Księstwa Cieszyńskiego z ramienia której prowadził negocjacje ze stroną czeską na temat podziału tego obszaru. Był jednym z sygnatariuszy umowy z 5 listopada 1918.
Na początku 1919 wybrany delegatem do Sejmu Ustawodawczego, stał się członkiem klubu PPSD, a po zjednoczeniu polskiego ruchu socjalistycznego na wiosnę tego roku został członkiem partii i klubu poselskiego PPS. Posłem z Cieszyńskiego wybierano go również w latach 1922, 1928 i 1930.
Utrzymywał kontakty z polskim ruchem narodowym i socjalistycznym (PSPR) na Śląsku Zaolziańskim, nastawiony był krytycznie do idei aneksji czeskiego Śląska przez Polskę w 1938.
Działał społecznie: przyczynił się do budowy gmachu Kasy Chorych w Cieszynie i sanatorium górniczego w Bystrej Śląskiej.
Zmarł podczas kuracji w Bystrej, załamany przedwczesną śmiercią syna Witolda zabitego przez wojsko czeskie w trakcie przejmowania przez Polaków Zaolzia. 18 października 1938 został pochowany w Cieszynie na Cmentarzu Centralnym przy ul. Katowickiej.

## Ordery i odznaczenia
- Srebrny Krzyż Zasługi (9 września 1924)[8]

## Upamiętnienie
Jego imieniem nazwano ulice w Cieszynie, Warszawie i Łodzi oraz w dzielnicy Wapienica miasta Bielsko-Biała, a ulicę imienia jego brata Witolda nazwano w Przemyślu (1991).